# Río Manicoré
El río Manicoré  es un río amazónico brasileño, un afluente del río Madeira, que discurre íntegramente por el estado de Amazonas. Tiene una longitud de 390 km.

## Geografía
El río Manicoré nace cerca de la localidad de Santa Julia, en la parte sureste del estado de Amazonas, a muy pocos kilómetros del nacimiento del río Machadinho, un afluente del curso bajo del río Roosevelt. Discurre en dirección norte y al poco es atravesado por carretera Transamazónica (BR-230). Prácticamente discurre por una zona casi despoblada, sin que en todo su curso bañe ninguna población de importancia, salvo Sumaúma, en el curso bajo, y la propia Manicoré, en la desembocadura con el río Maderia. Su principal afluente es el río Manicorézinhu.
En el río Madeira desemboca por la margen derecha entre el río Marmelos y el río Arauá.